# Systole prangicola
Systole prangicola är en stekelart som beskrevs av Zerova 1972. Systole prangicola ingår i släktet Systole och familjen kragglanssteklar. Inga underarter finns listade i Catalogue of Life.